# Auguste (1811)
Pour les articles homonymes, voir Auguste (homonymie).
L'Auguste  est un navire de ligne de 80 canons de classe Bucentaure de la Marine impériale française. Il est conçu par l'ingénieur Jacques-Noël Sané, surnommé le « Vauban de la marine ».

## Carrière
En 1812, il fait partie de l'escadre de Gourdon.
Il est rebaptisé Illustre en mars 1814, à la suite de la Restauration des Bourbons. Le traité de Fontainebleau le laisse à la France et, avec 11 autres navires de ligne, il navigue en octobre vers son nouveau port d'attache : Brest.
Il est désarmé le mois suivant et ne naviguera plus jamais. En mauvais état, il est démoli en 1827.